# Janry
Janry, pseudoniem voor Jean-Richard Geurts (Jadotville (Belgisch-Kongo), 2 oktober 1957) is een Belgisch stripauteur.
Hij werd geboren in Afrika maar verhuisde met zijn ouders op 10-jarige leeftijd naar Brussel. Hij ging naar school in Geldenaken. Zijn hoofdbezigheid was op dat moment het tekenen van technische onderwerpen (vliegtuigen, machines, ...).
In 1974 nam hij tekenlessen en leerde hij ook figuren tekenen. Daarbij ontmoette hij Philippe Vandevelde (stripauteursnaam Tome), met wie hij bevriend raakte. Ze gingen samen naar dezelfde kunstacademie in Sint-Lambrechts-Woluwe, waar ze beiden strips leerden tekenen. Daar ontmoetten ze samen Stéphane De Becker en de drie begonnen samen strips te tekenen.
Met Tome debuteerde hij in het stripblad Spirou / Robbedoes met een spelletjespagina (Jeuréka). Aanvankelijk tekenden ze beiden. Maar Janry ging zich toeleggen op de tekeningen, Tome op de scenario's. Daarna kreeg hij de kans de reeks Robbedoes en Kwabbernoot over te nemen, samen met Tome als scenarist. Daarna hebben ze De kleine Robbe gecreëerd: "als Robbedoes mijn adoptiekind is, is De kleine Robbe mijn echte kind."
Voor Oh! Lieve hemel schreef Janry de scenario's.

## Series
- Robbedoes en Kwabbernoot (met Tome)
- De Kleine Robbe (met Tome)
- Oh! Lieve hemel (met Stuf)
- Les aventures de Poussin (met Eric-Emmanuel Schmitt)

## Trivia
- In de film De Kleine Robbe speelde Janry zelf ook een rol (als klant in het hotel).[2]

- Bibsys: 90120581
- Biblioteca Nacional de España: XX1143752
- Bibliothèque nationale de France: cb12017043m (data)
- Catàleg d'autoritats de noms i títols de Catalunya: 981058523462206706
- Gemeinsame Normdatei: 123553555
- International Standard Name Identifier: 0000 0001 2027 8577
- Library of Congress Control Number: no2008004565
- Nationale bibliotheek van Australië: 36586303
- Nationale en Universitaire bibliotheek Zagreb: 000384502
- Nederlandse Thesaurus van Auteursnamen: 070936382
- Réseau des bibliothèques de Suisse occidentale: 02-A000093353
- Istituto Centrale per il Catalogo Unico: PALV047826
- LIBRIS: 348642
- Système universitaire de documentation: 028307585
- Trove: 1306801
- Virtual International Authority File: 68726943
- WorldCat: E39PBJB8wmDMXWDPgk3cwyR9Xd